# Brandon Ormonde-Ottewill
Brandon Ormonde-Ottewill (Sutton, Anglia, 1995. december 21. –) angol utánpótlás-válogatott labdarúgó, aki jelenleg a Puskás Akadémiában játszik, hátvédként.

## Pályafutása

### Klubcsapatokban
Ormonde-Ottewill az Arsenal akadémiáján nevelkedett, tagja volt a 2013–2014-es UEFA Ifjúsági Liga negyeddöntőéig jutó U19-es csapatnak. 2015 nyarán leigazolta őt a Swindon Town csapata, amelynek színeiben negyvenkilenc mérkőzésen lépett pályára az angol harmadosztályban. 2017-ben Hollandiába szerződött, ahol előbb a másodosztályú Helmond Sport, majd a Dordrecht csapatában futballozott. 2020 év elején előbb kölcsönvette, majd fél év múlva végleg szerződtette őt a rotterdami Excelsior csapata, amelyben egészen 2022 nyaráig futballozott. 2022 szeptemberében igazolta le őt a magyar élvonalbeli Puskás Akadémia.

### A válogatottban
Az angol U19-es labdarúgó-válogatottban egy alkalommal lépett pályára, 2014. március 5-én egy Törökország elleni felkészülési mérkőzésen.

## Sikerei, díjai

### Klubcsapattal
Puskás Akadémia
- Magyar labdarúgó-bajnokság ezüstérmes (1): 2024–25
- Magyar labdarúgó-bajnokság bronzérmes (1): 2023–24